# Escut de Quartell
L'escut de Quartell és un símbol representatiu oficial de Quartell, municipi del País Valencià, a la comarca del Camp de Morvedre. Té el següent blasonament:
| « | Escut truncat i migpartit. Primer, d'argent, la creu plana de sable. Segon, d'atzur, cinc flors de taronger d'argent. Tercer, els pals d'Aragó. Al timbre, corona reial tancada. | » |

## Història
L'escut fou aprovat per Ordre de 5 d'abril de 1989, de la Conselleria d'Administració Pública, publicada en el DOGV núm. 1.055, de 2 de maig de 1989.
A la primera partició, el símbol del cristianisme; Quartell fou conquerit als musulmans a mitjan segle xiii i fou originàriament propietat de la Corona, fet a què al·ludeixen els quatre pals de les armes del Regne de València. Les flors de taronger fan referència al conreu agrícola principal en què s'ha basat tradicionalment l'economia del poble.